# Opération Faustschlag
Première Guerre mondiale
Batailles
Front d'Europe de l’Est
- Stallupönen (08-1914)
- Gumbinnen (08-1914)
- Tannenberg (08-1914)
- Île d'Odensholm (08-1914)
- Lemberg (08-1914)
- Krasnik (08-1914)
- Komarów (08-1914)
- Lacs de Mazurie (I) (09-1914)
- Przemyśl (09-1914)
- Vistule (09-1914)
- Łódź (11-1914)
- Limanowa (12-1914)
- Bolimov (01-1915)
- Zwinin (02-1915)
- Lacs de Mazurie (II) (02-1915)
- Przasnysz (02-03-1915)
- Schaulen (04-07-1915)
- Gorlice-Tarnów (05-1915)
- Boug (06-08-1915)
- Narew (07-08-1915)
- Novogeorgievsk (08-1915)
- Varsovie (08-1915)
- Sventiany (09-1915)
- Lac Narotch (03-1916)
- Offensive Broussilov (06-1916)
- Offensive de Baranavitchy (07-1916)
- Turtucaia (09-1916)
- Offensive Flămânda (09-1916)
- Argeș (12-1916)
- Offensive Kerenski (07-1917)
- Bataille de Riga (09-1917)
- Opération Albion (09-10-1917)
- Mărășești (08-1917)
- Traité de Brest-Litovsk (03-1918)
- Traité de Brest-Litovsk (03-1918)
- Bakhmatch (03-1918)

Front d'Europe de l’Ouest
Front italien
Front des Balkans
Front du Moyen-Orient
Front africain
Bataille de l'Atlantique
L'opération Faustschlag (en allemand : « Coup de poing »), parfois appelée « Campagne des Onze Jours » (18 février - 3 mars 1918), est une opération militaire menée par les empires centraux (Allemagne et Autriche-Hongrie) pendant l'armistice conclu deux mois plus tôt avec la république socialiste fédérative soviétique de Russie qui, voulant sortir de la Première Guerre mondiale et ne parvenant pas à contrôler les pays baltes, la Biélorussie et l'Ukraine, préfère y renoncer provisoirement, ce qui sera entériné au traité de Brest-Litovsk le 3 mars 1918.

## Contexte

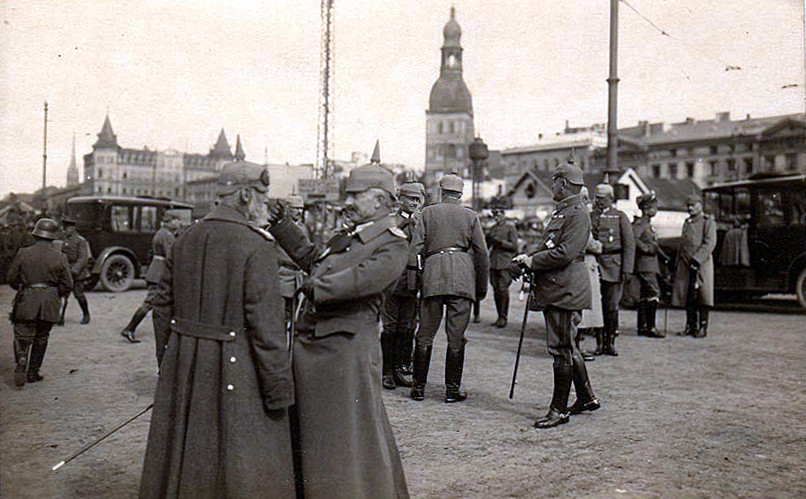
Officiers allemands à Riga, 1918.

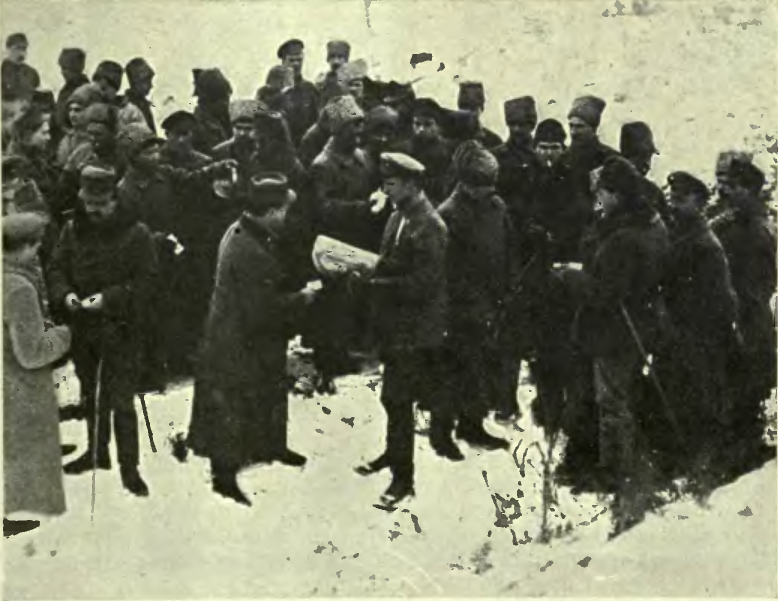
Fraternisation entre troupes russes et austro-hongroises, hiver 1917-1918.

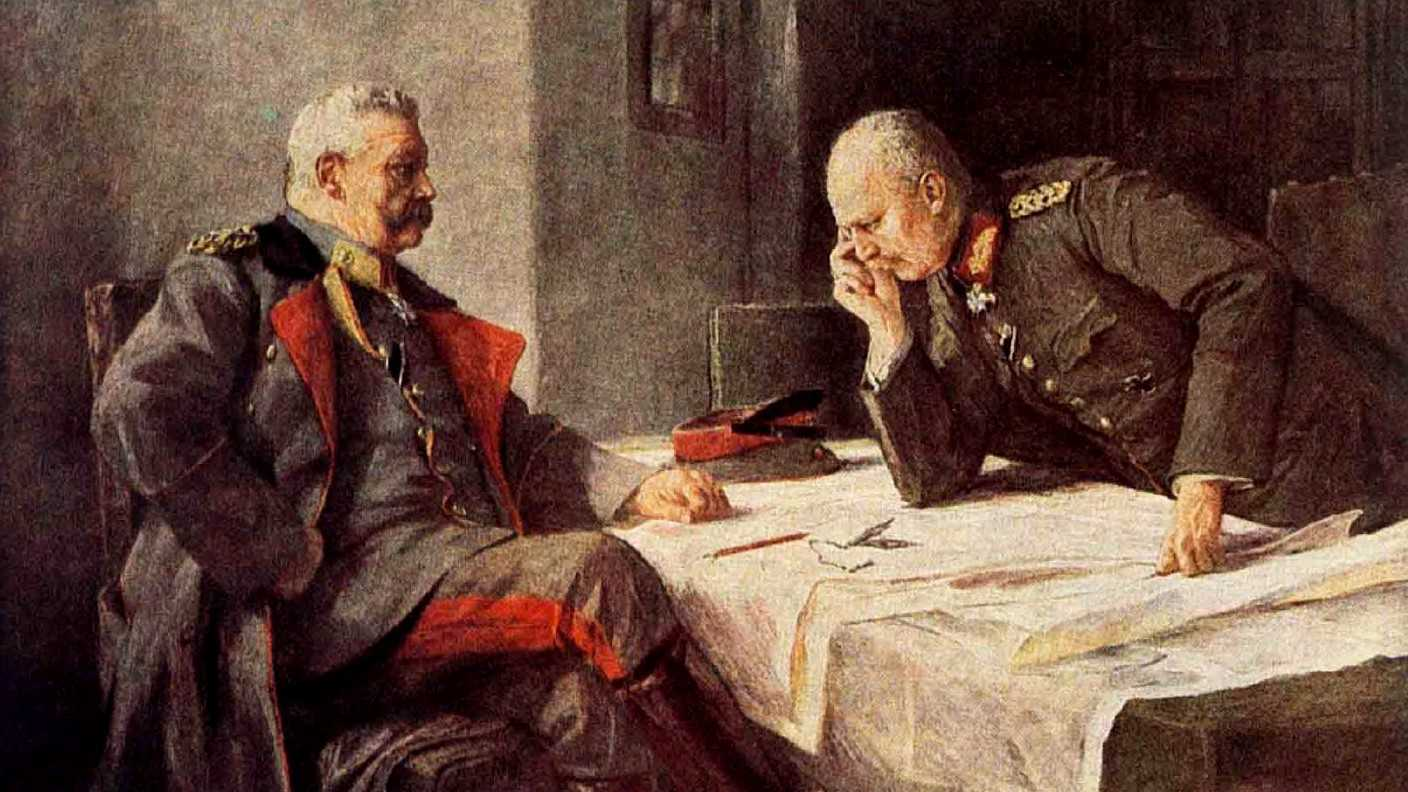
Paul von Hindenburg et Erich Ludendorff, chefs de l'armée allemande.

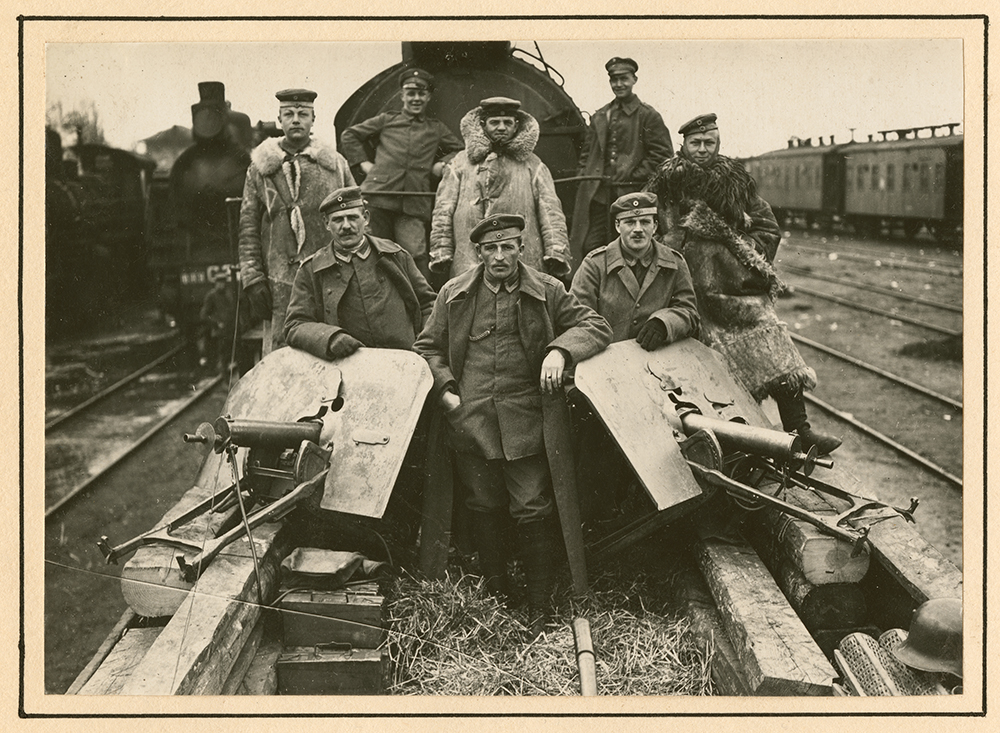
Soldats allemands sur un train en Ukraine, printemps 1918.

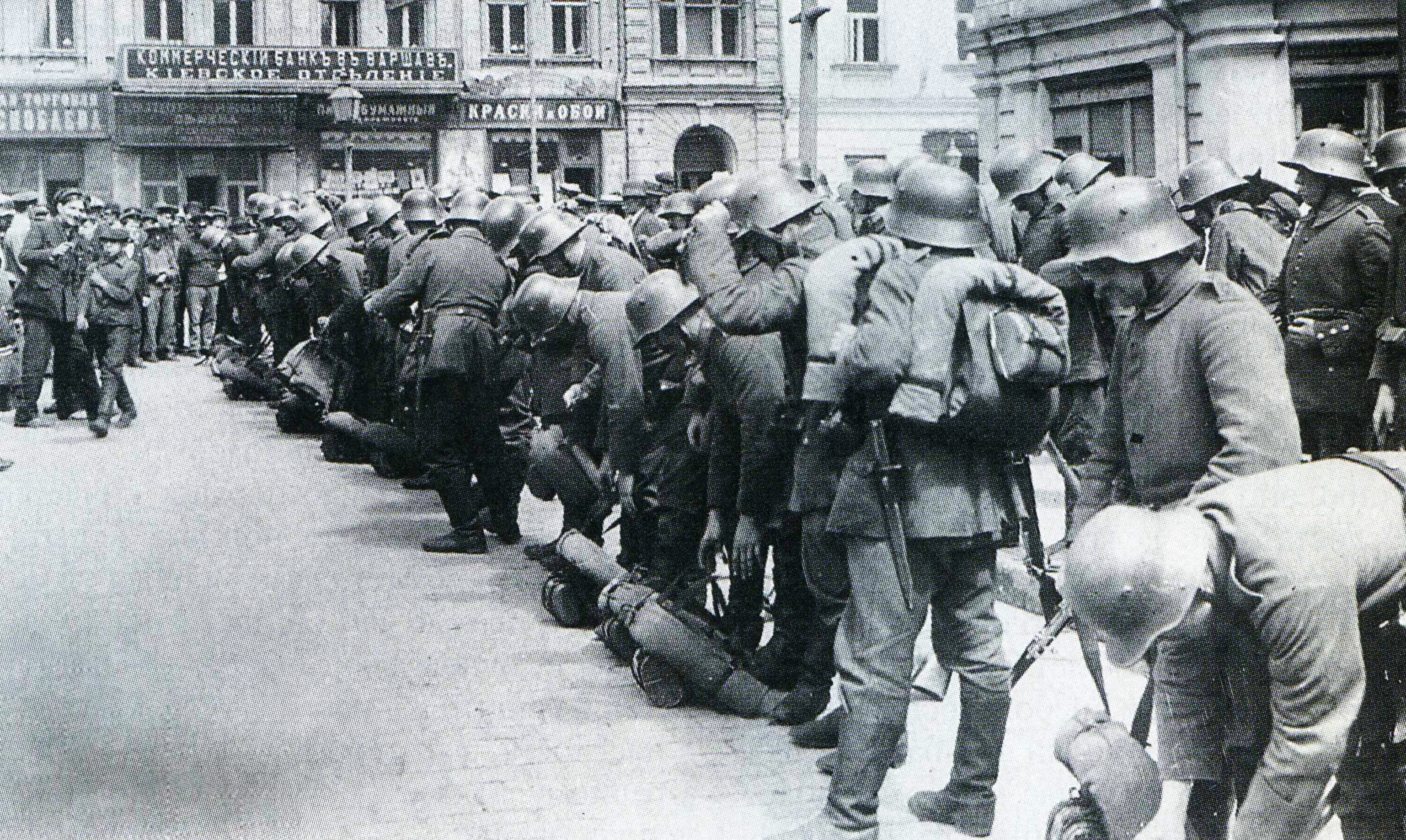
Entrée de l'armée allemande à Kiev, mars 1918.

Après la révolution d'Octobre, le gouvernement bolchevik entend, conformément au programme énoncé par Lénine, sortir de la « guerre impérialiste ». L'armée allemande vient de remporter une victoire à Riga en septembre alors que l'armée russe, minée par les mutineries, est totalement désorganisée. Le nouveau régime proclame la démocratisation de l'armée et l'élection des officiers.
Le 5 décembre, le gouvernement bolchevik signe un armistice avec l'Allemagne qui prend effet le 15 et, le 22 décembre, ouvre des pourparlers de paix. Le 28 janvier 1918, Léon Trotski proclame le retrait de la Russie du conflit et cherche à lancer une politique de « Ni guerre ni paix » qui permettrait de propager la révolution en Europe. Le 29 janvier, Nikolaï Krylenko, simple lieutenant chargé des affaires militaires au Conseil des commissaires du peuple, annonce la dissolution de l'armée.
Le 9 février, les Allemands signent un traité de paix avec les indépendantistes de la République populaire ukrainienne. Le même jour, la délégation allemande à Brest-Litovsk présente à Trotski, chef de la délégation soviétique, un ultimatum du Kaiser lui enjoignant d'accepter les conditions proposées sous peine d'une reprise des hostilités : le lendemain, à la stupeur de la délégation allemande, Trotski annonce que les Soviétiques quittent les pourparlers tout en se retirant du conflit. Lénine, à Petrograd, tente vainement de faire accepter au Comité central les conditions de l'ultimatum allemand tandis que Erich Ludendorff, quartier-maître général de l'armée allemande, mène les préparatifs d'une reprise de l'offensive contre la Russie à l'expiration de l'ultimatum, le 17 février.

## Opérations
À partir du 18 février, selon les dispositions de l'armistice de Brest-Litovsk du 15 décembre 1917 entre les empires centraux et la république socialiste fédérative soviétique de Russie (mais, selon le point de vue soviétique, « en violation » de celui-ci), les armées austro-allemandes occupent les pays baltes, la Biélorussie et l'Ukraine avec 53 divisions qui avancent par chemin de fer (parcourant jusqu'à 500 km en deux semaines, en rencontrant très peu de résistance) sur trois axes : au nord vers Pskov et Narva, au centre vers Minsk, au sud vers Kiev.
Le général Max Hoffmann, chef de la délégation allemande à Brest-Litovsk, note dans son journal :
« C'est la guerre la plus comique que j'aie jamais vu. Nous mettons une poignée de fantassins avec des mitrailleuses et un canon sur un train et nous l'envoyons à la gare suivante ; ils la prennent, font des prisonniers parmi les bolcheviks, ramassent quelques troupes supplémentaires et continuent. En tout cas, le procédé a le charme de la nouveauté. »

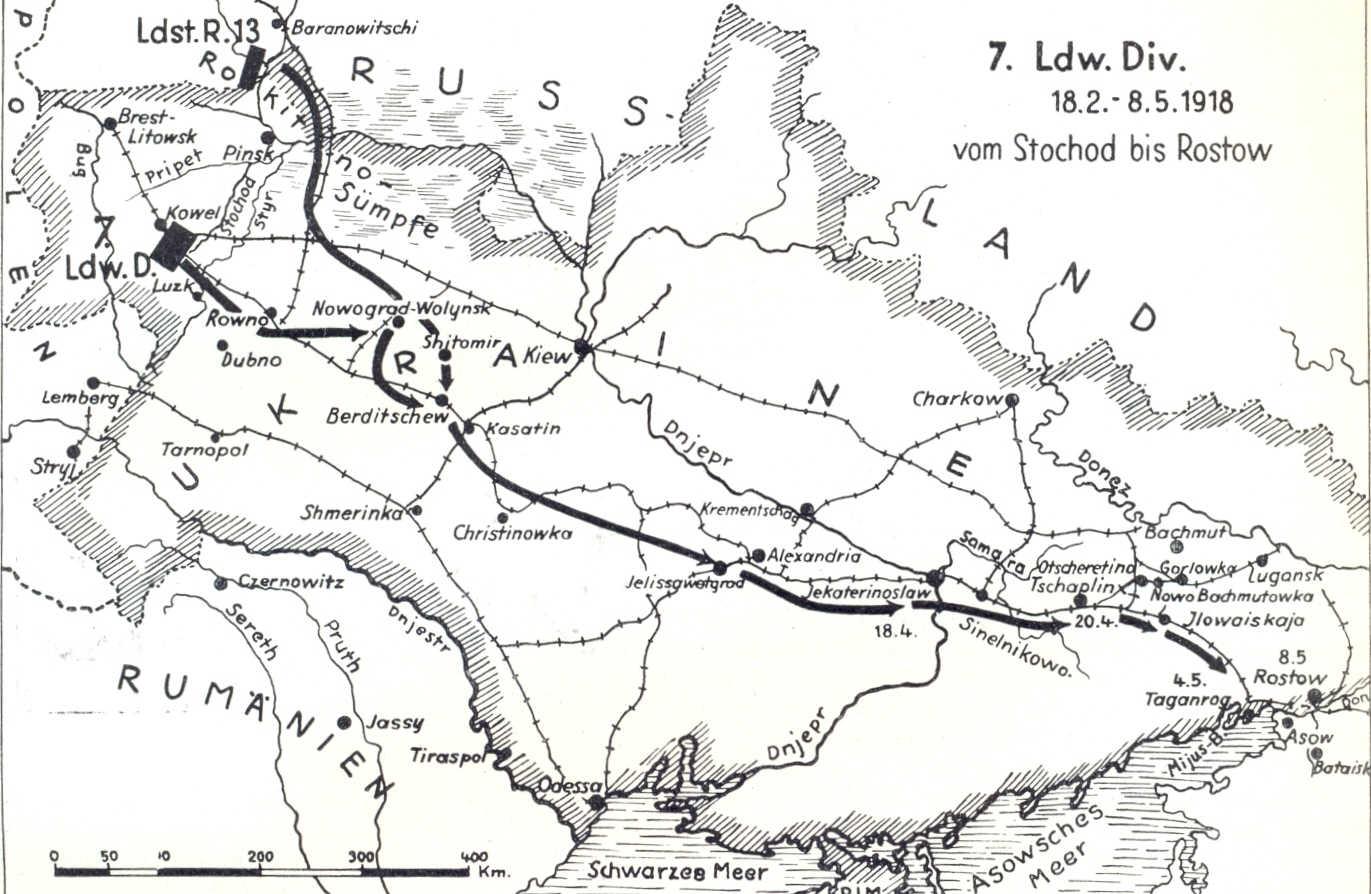
Marche de la 7e division de Landwehr allemande en Ukraine, 18 février - 8 mai 1918.

Le soir du 18 février, Lénine convoque deux réunions successives du Comité central pour le convaincre d'accepter les conditions allemandes et obtient, non sans mal, le ralliement de Trotski : à minuit, le Comité envoie un télégramme à Berlin pour annoncer son acceptation tandis que les troupes allemandes continuent d'avancer. Le gouvernement envisage d'évacuer Petrograd, directement menacée, tandis que les ouvriers de la ville, non payés, se mettent à piller les entrepôts publics. Lénine promulgue un décret sur « La patrie socialiste en danger ». Le 22 février, Lénine et Trotski tiennent une nouvelle réunion du Comité central pour le convaincre de demander l'aide de l'Entente. Le 23 février, alors qu'il est de plus en plus évident que l'armée russe n'est pas en état de combattre, les Allemands envoient leurs nouvelles conditions, plus dures que les précédentes, qui prévoient la cession de l'Ukraine et des pays baltes. Malgré l'opposition de Boukharine puis des socialistes-révolutionnaires, Lénine parvient à faire accepter ces conditions par le Soviet suprême par 116 voix contre 85.
Des sources soviétiques tardives mentionnent une contre-attaque menée le 23 février par Evgueni Iskritski (en) : considérée après coup, dans une réécriture de l'histoire à des fins de propagande, comme « la première opération de l'Armée rouge », elle est l'origine de la fête soviétique du « Jour du défenseur de la patrie ».
Les troupes allemandes continuent leur avance. La force nord (16 divisions) occupe Dvinsk dès le premier jour. Pskov et Narva sont prises entre le 18 et le 28 février. Le 19 février, les indépendentistes estoniens forment un Comité de salut de l'Estonie (en), présidé par Konstantin Päts, qui proclame l'indépendance du pays le 22 février, la veille de l'entrée de la 8e armée allemande à Tallinn.
Au centre, le 21 février, la 10e armée allemande s'empare de Minsk et du quartier général russe du Front de l'Ouest (en). Le gouvernement de la république socialiste soviétique de Biélorussie, présidé par Alexandre Miasnikian, doit quitter la région.

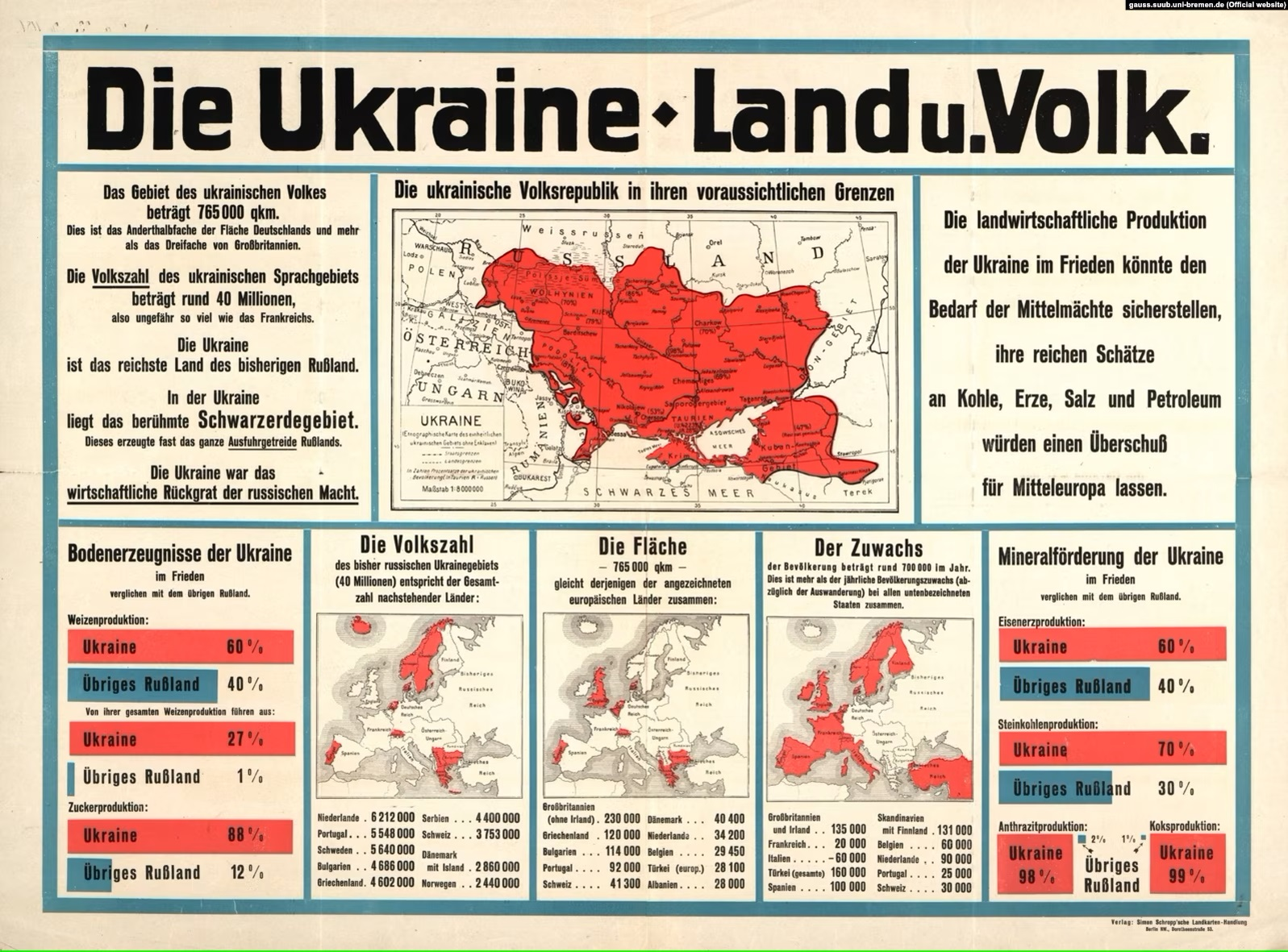
Affiche de propagande allemande mettant en valeur l'importance des ressources agricoles et minières de l'Ukraine pour l'approvisionnement des empires centraux, 1918.

Au sud, le groupe d'armées von Linsingen disperse les restes du Front du Sud-Ouest, entre à Jitomir le 24 février et à Kiev le 2 mars. La veille, les indépendantistes ukrainiens de la Rada centrale avaient pris possession de la ville. L'appropriation des richesses agricoles et minières de l'Ukraine constitue un des principaux buts de guerre des Allemands. Le gouvernement bolchevik de la république soviétique d'Ukraine, proclamé à Kharkiv les 24-25 décembre 1917, contrôle pour sa part le nord-est de l'Ukraine.
L'empereur d'Autriche-Hongrie Charles Ier, après avoir hésité à se joindre à l'opération, acquiesce le 24 février au point de vue d'Arthur Arz von Straußenburg, chef d'état-major de l'armée austro-hongroise. Le 28 février, la 7e armée austro-hongroise du général Karl Křitek marche en direction du port d'Odessa qu'elle atteint le 13 mars.
Après le bombardement de Petrograd par des avions allemands, Lénine décide le transfert du gouvernement bolchevik à Moscou. Avec la majorité du gouvernement (Grigori Zinoviev, Lev Kamenev, Joseph Staline, etc.), il rompt avec la politique de Trotski et accepte de rouvrir les négociations.

## Conséquences

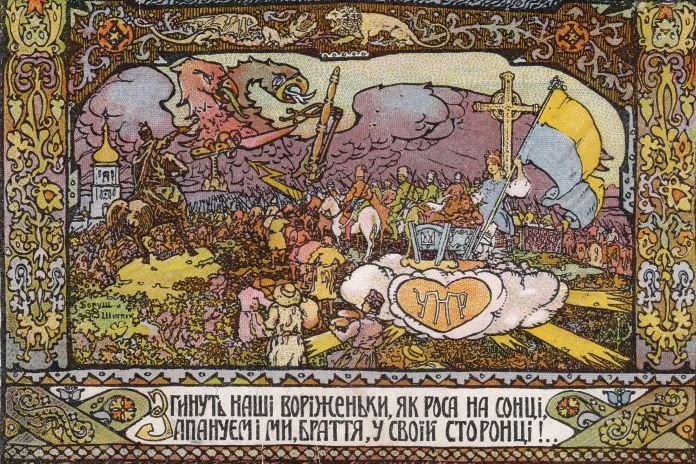
Affiche de propagande ukrainienne, 1918.

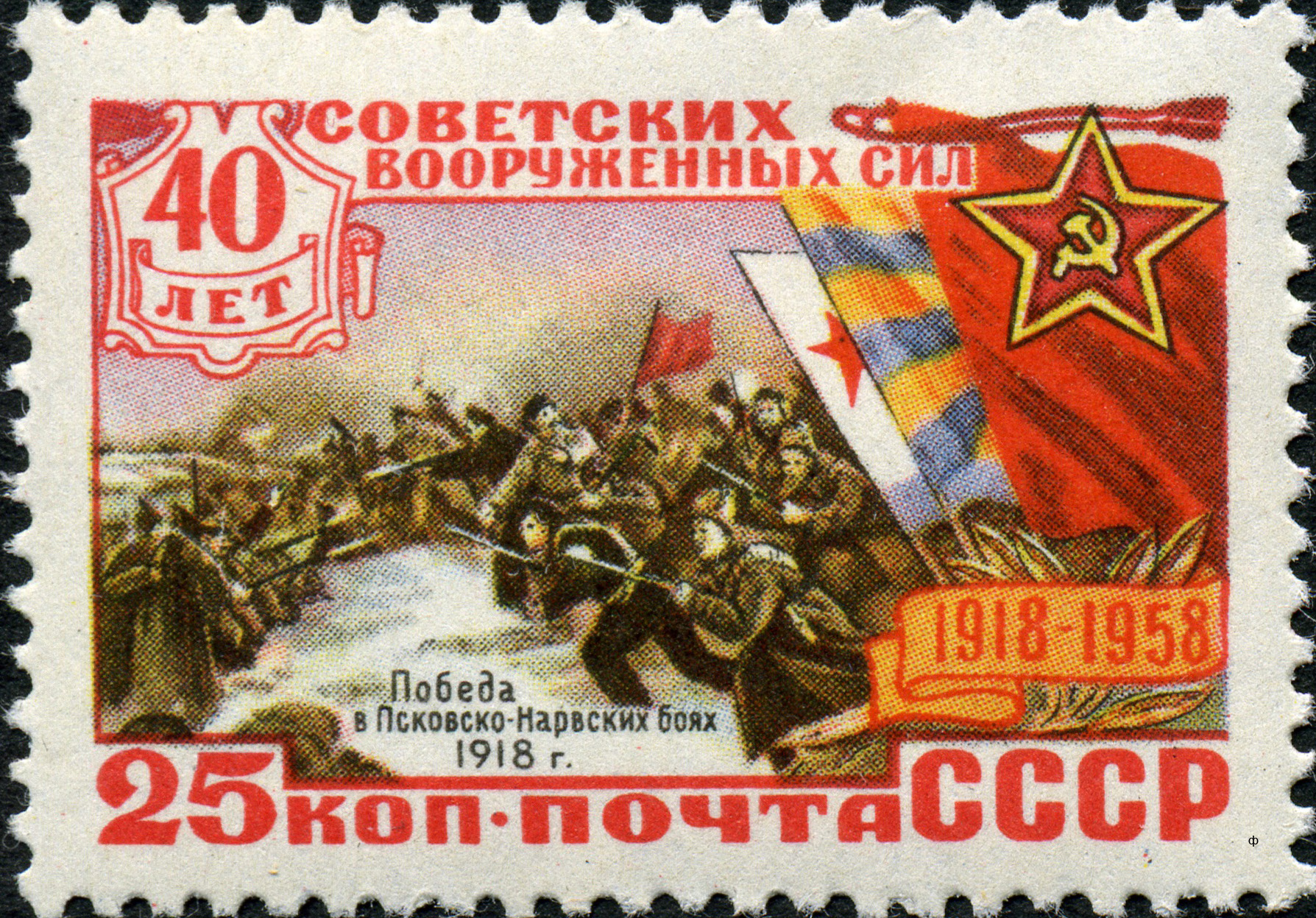
Jour du défenseur de la patrie, 1918-1958, timbre soviétique de 1958.

Le 3 mars 1918, le gouvernement bolchevik signe le traité de Brest-Litovsk, acceptant les nouvelles clauses, plus dures que celles proposées par les Allemands en décembre. L'Estonie et la Lettonie passent sous l'administration militaire allemande des territoires de l'Est (Ober Ost) avant de devenir des républiques indépendantes sous tutelle allemande ; cependant, les Allemands ne tarderont pas à écarter les gouvernements provisoires, d'inspiration social-démocrate, pour les remplacer par un régime conservateur dominé par les grands propriétaires germano-baltes.
De même, en Ukraine, le gouvernement de la Rada centrale sera renversé en avril par le coup d’État conservateur de l'hetman Pavlo Skoropadsky, favorisé par les Allemands. L'occupation allemande favorise aussi un mouvement indépendantiste, le gouvernement régional criméen, parmi les Tatars de Crimée.
Les légions tchécoslovaques, formées de prisonniers austro-hongrois d'origine tchèques et slovaques capturés par les Russes et engagés aux côtés de la Russie, sont l'une des rares unités de l'armée russe encore capable de combattre. Menacées de capture par les Austro-Allemands, elles obtiennent de se retirer vers l'Est à l'issue de la bataille de Bakhmatch (8-13 mars 1918). Mais elles ne sont pas bolchéviques et prendront parti pour les armées blanches dans la guerre civile russe.
La Roumanie, complètement isolée après le retrait des forces russes du front roumain, doit à son tour capituler et signer le traité de Bucarest le 7 mai 1918. La République démocratique moldave, proclamée le 2 décembre 1917, s'unit à la Roumanie le 27 mars 1918 et évite l'occupation austro-allemande.
La fin des opérations sur le front de l'Est, malgré le maintien de troupes d'occupation importantes, permet à l'Allemagne de déplacer une grande partie de ses forces vers le front de l'Ouest, de les nourrir grâce aux céréales ukrainiennes (moisson de l'été 1918) et de mener une série d'offensives contre les Franco-Britanniques, mais trop tard pour empêcher la défaite des empires centraux.

## Personnalités

Personnalités civiles et militaires liées à l'opération Faustschlag
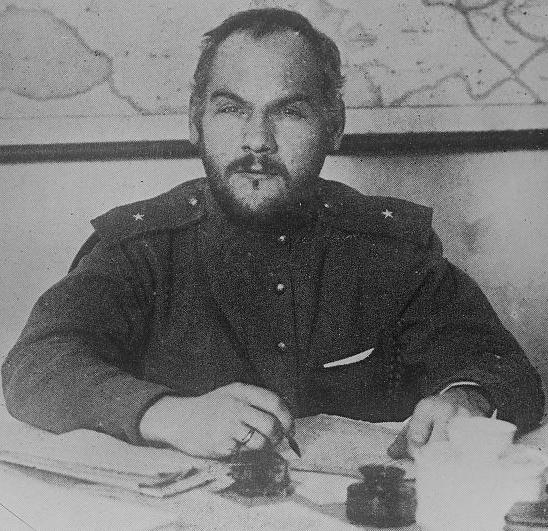
Nikolaï Krylenko, commissaire du peuple à la guerre.
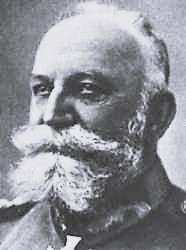
Günther von Kirchbach, commandant de la 8e armée allemande.
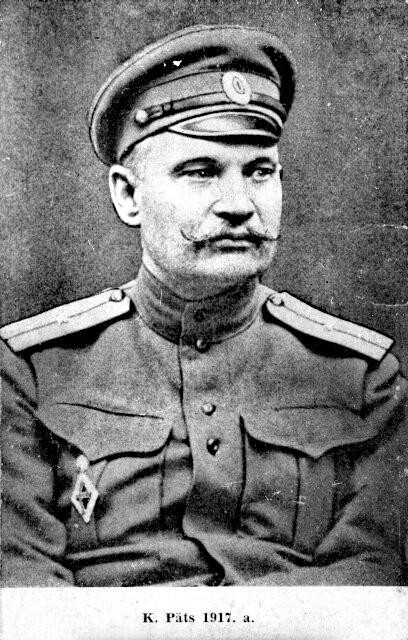
Konstantin Päts, officier de l'armée russe et chef nationaliste estonien, 1917.
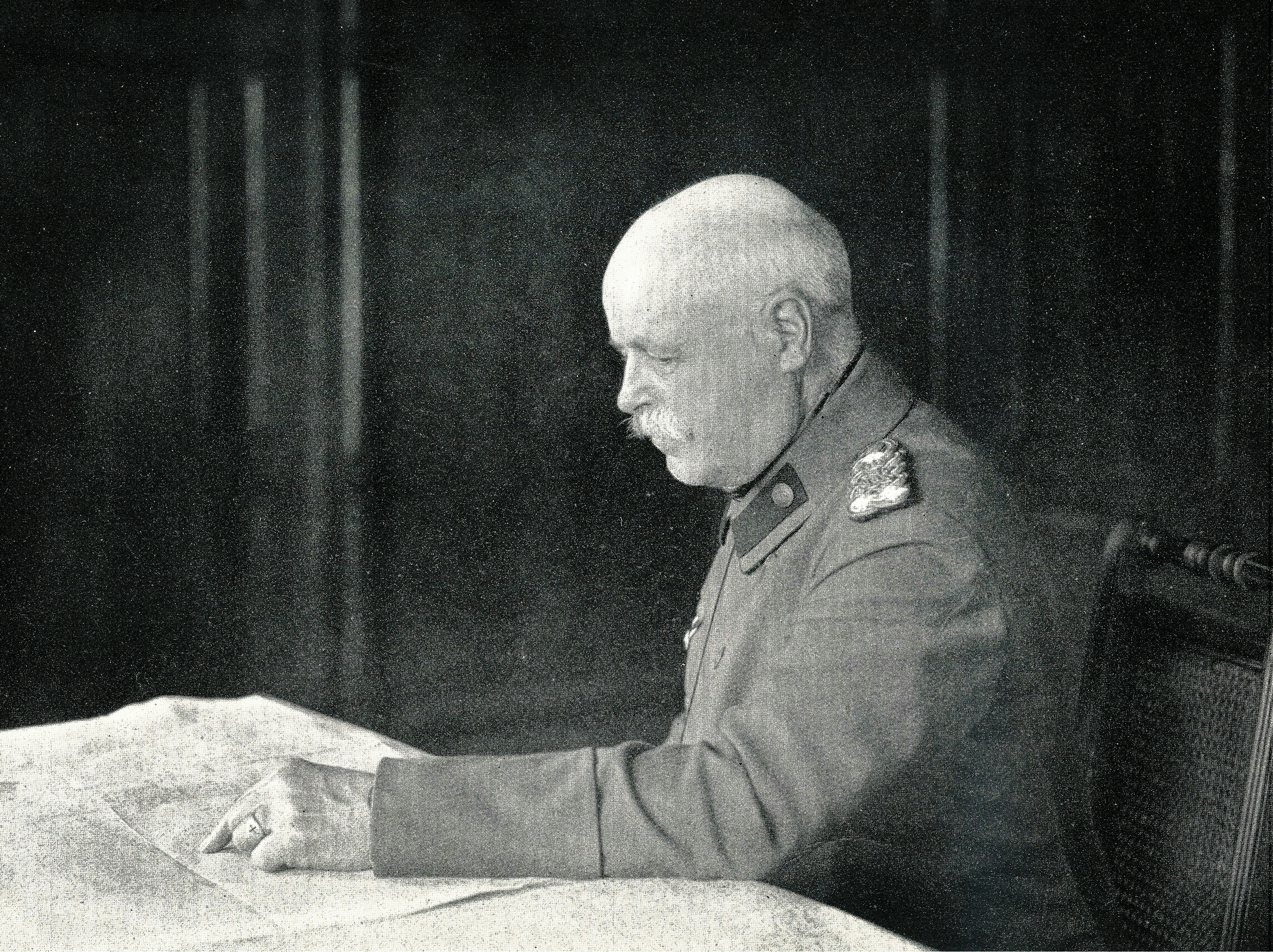
Hermann von Eichhorn, commandant de la 10e armée allemande puis du groupe d'armées von Eichhorn.
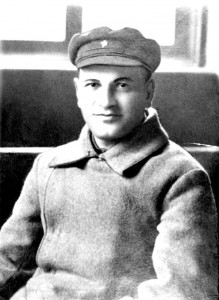
Alexandre Miasnikian, commandant élu du Front de l'Ouest puis chef de la République soviétique de Biélorussie.
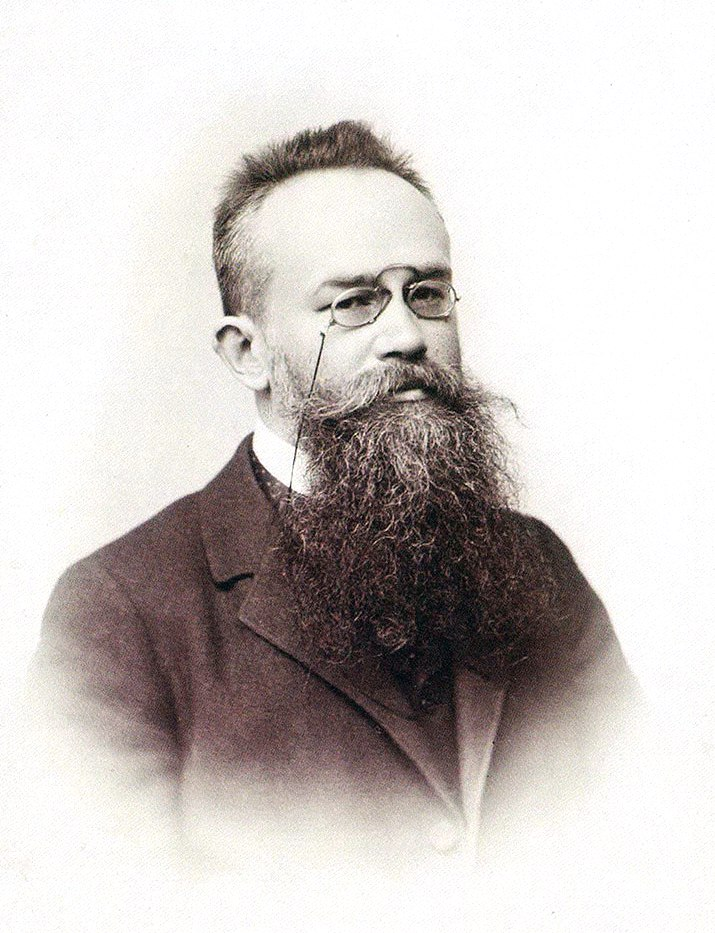
Mykhaïlo Hrouchevsky, historien ukrainien, président de la Rada centrale.

## Sources et bibliographie
- (en) Cet article est partiellement ou en totalité issu de l’article de Wikipédia en anglais intitulé « Operation Faustschlag » (voir la liste des auteurs) dans sa version du 25 avril 2017.

- (de) Cet article est partiellement ou en totalité issu de l’article de Wikipédia en allemand intitulé « Operation Faustschlag » (voir la liste des auteurs) dans sa version du 1er mai 2017.